# Coleocephalocereus pluricostatus
Coleocephalocereus pluricostatus  es una especie de planta suculenta perteneciente al género Coleocephalocereus, dentro de la familia Cactaceae. Es endémica del sudeste de Brasil.

## Descripción

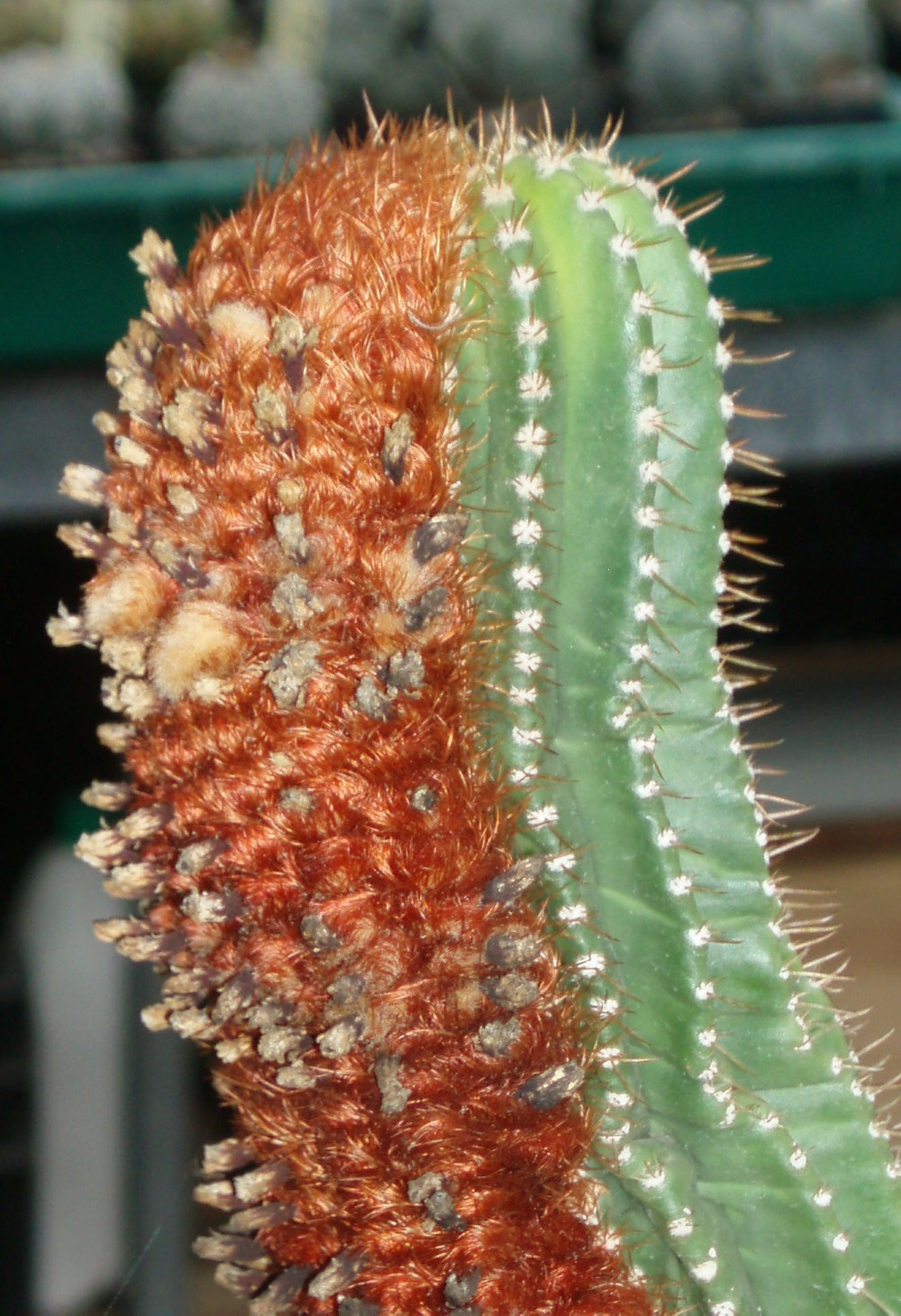
Cefalio lateral

Coleocephalocereus pluricostatus es una especie de cactus con brotes verticales y columnares que se ramifican desde la base. Los tallos alcanzan un diámetro de hasta 9 cm y una altura de hasta 5 m. 
Presentan de 12 a 25 costillas con muescas, sobre las que se asientan areolas lanudas de color gris con espinas delgadas y rectas de color amarillo. Entre ellas se distingue una única espina central (que puede faltar), que mide hasta 0,6 cm de largo. También hay unas 5 espinas radiales de hasta 1,1 cm de largo. 
Las flores tienen forma de campana o de embudo y se abren por la noche. Son de color blanco, miden hasta 2,6 cm de largo y tienen un diámetro de 1,5 cm. Nacen en una estructura lanosa llamada cefalio que aparece lateralmente, cubre alrededor de 7 costillas y puede medir hasta 6 cm de ancho y hasta 1,3 m de largo. Está formado por lana densa y sedosa y cerdas de color amarillo a marrón negruzco.

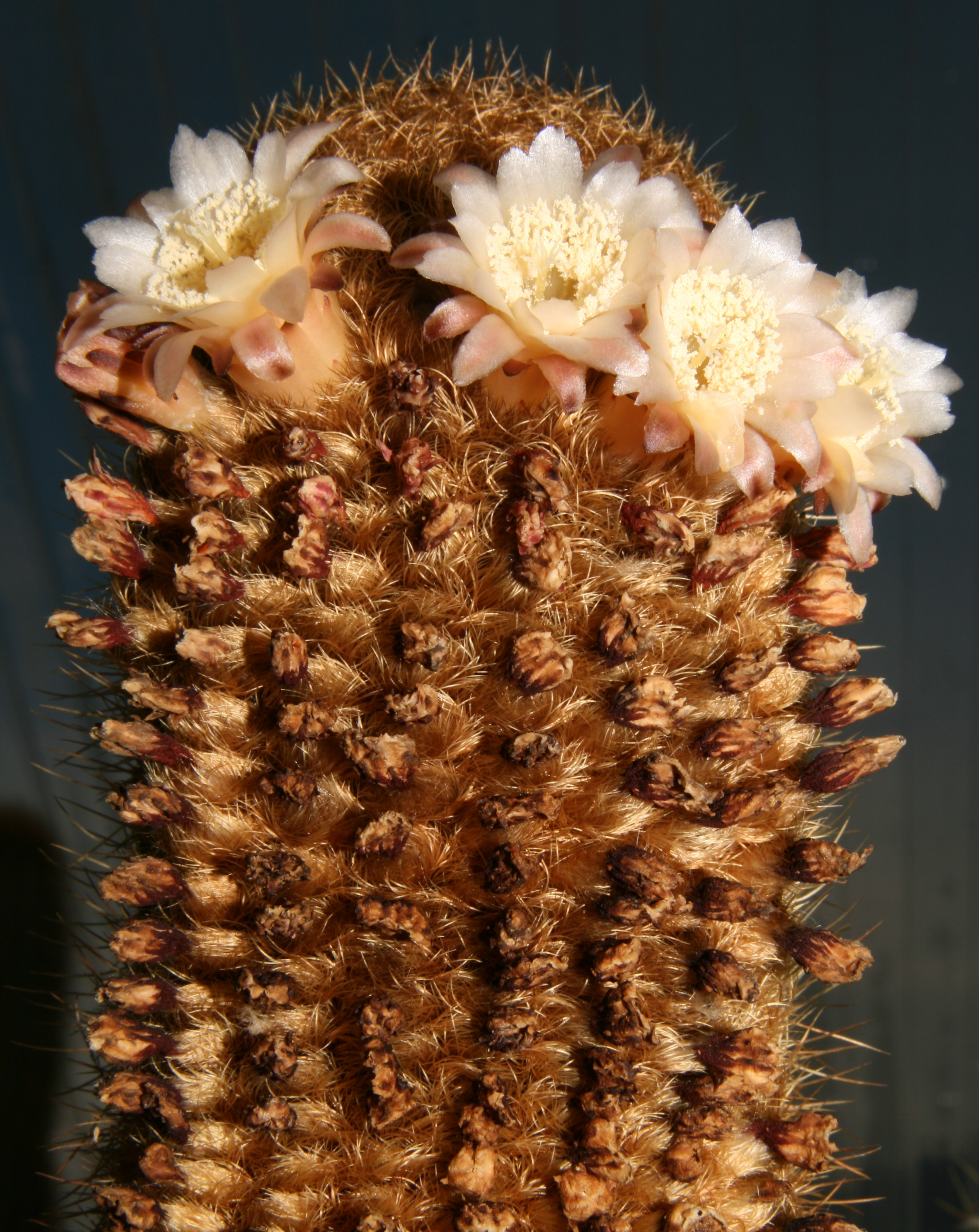
Detalle de las flores

Los frutos tienen forma de maza y son de color rojizo brillante. Miden hasta 1,7 cm de largo y tienen un diámetro de 1,5 cm.

## Distribución y hábitat

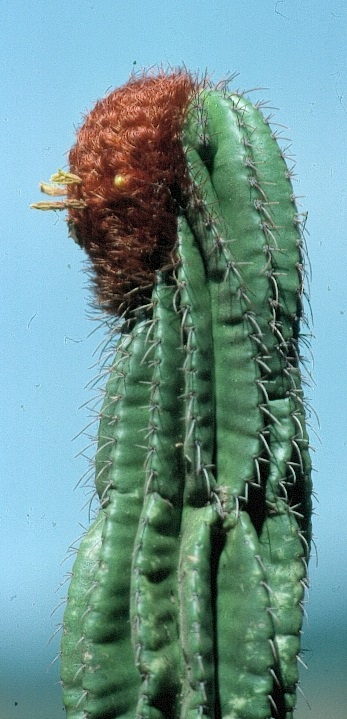
Cefalio en desarrollo

El área de distribución nativa de esta especie es el sudeste de Brasil (concretamente en el sur del Espírito Santo y noreste de Minas Gerais) y crece principalmente en el bioma tropical estacionalmente seco.

## Taxonomía
Coleocephalocereus pluricostatus fue descrita por los botánicos neerlandeses Albert Frederik Hendrik Buining y A.J. Brederoo, y publicada por primera vez en el libro Kakteen 46-47: CIVb en el año 1971.
Etimología
- Coleocephalocereus: nombre genérico que proviene de las palabras griegas koleos (que significa "vaina"), y cephalé (que significa "cabeza", en alusión a la estructura lanosa llamada cefalio donde nacen sus flores), y de la palabra latina cereus (que se traduce como "vela" o "cirio"), haciendo alusión a su forma alargada perfectamente recta. También puede hacer referencia al género Cereus, por lo que se traduciría como "cereus con cabeza o cefalio en forma de vaina".
- pluricostatus: epíteto específico que deriva de las palabras latinas pluri (que significa 'muchos'), y costatus (que significa 'acanalado'), haciendo referencia a que los tallos de la especie presentan muchas costillas.[5]

## Estado de conservación
En la Lista Roja de Especies Amenazadas de la UICN, la especie está clasificada como “En Peligro (EN)”.

## Usos
Se cultiva principalmente como planta ornamental y su propagación se realiza a través de esquejes o semillas.